# Marathon du Nouveau Taipei
Le Marathon du Nouveau Taipei (en anglais : New Taipei City Wan Jin Shi Marathon) est une course de marathon se déroulant tous les ans en mars dans les rues de Taipei, à Taïwan.
Fondée en 1979, l'épreuve a obtenu en octobre 2014 le label « bronze » des courses sur route à labels de la WA. Elle a obtenu le label « argent » en décembre 2017 et le label « or » en novembre 2022.
L'édition 2020 a été annulée en raison de la pandémie de Covid-19.

## Palmarès depuis 2003
légende :
| Année | Gagnant                                   | Temps (h:m:s)                             | Gagnante                                  | Temps (h:m:s)                             |
| ----- | ----------------------------------------- | ----------------------------------------- | ----------------------------------------- | ----------------------------------------- |
| 2003  | Wu Wen-chien (TPE)                        | 2:30:34                                   | Hsu Yu-fang (TPE)                         | 2:50:24                                   |
| 2004  | Jiang Qing-ji (TPE)                       | 2:32:18                                   | Tomoko Sugano (JPN)                       | 2:56:42                                   |
| 2005  | Rik Ceulemans (BEL)                       | 2:24:39                                   | Liliya Yadzhak (RUS)                      | 2:50:26                                   |
| 2006  | Wu Wen-chien (TPE)                        | 2:28:19                                   | Hsu Yu-fang (TPE)                         | 2:49:47                                   |
| 2007  | Wu Wen-chien (TPE)                        | 2:30:11                                   | Wu Wan-ling (TPE)                         | 2:47:08                                   |
| 2008  | Rik Ceulemans (BEL)                       | 2:18:13                                   | Hsu Yu-fang (TPE)                         | 2:53:39                                   |
| 2009  | Li Zuo-bo (TPE)                           | 2:32:19                                   | Hsu Yu-fang (TPE)                         | 2:49:26                                   |
| 2010  | Li Zuo-bo (TPE)                           | 2:26:51                                   | Seiki Kimura (JPN)                        | 2:48:37                                   |
| 2011  | Sammy Kiptoo (KEN)                        | 2:20:19                                   | Yuki Saito (JPN)                          | 2:39:51                                   |
| 2012  | Richard Mutisya (KEN)                     | 2:24:07                                   | Sayaka Maeda (JPN)                        | 2:52:14                                   |
| 2013  | Josphat Too (KEN)                         | 2:19:13                                   | Mercy Too (KEN)                           | 2:38:18                                   |
| 2014  | Hassane Ahouchar (MAR)                    | 2:17:17                                   | Kim Jong-hyang (PRK)                      | 2:34:53                                   |
| 2015  | Eliud Barngetuny (KEN)                    | 2:13:14                                   | Gladys Kipsoi (KEN)                       | 2:39:32                                   |
| 2016  | William Chebor (KEN)                      | 2:13:05                                   | Olha Kotovska (UKR)                       | 2:36:38                                   |
| 2017  | Hillary Yego (KEN)                        | 2:17:02                                   | Bayartsogtyn Mönkhzayaa (MGL)             | 2:38:08                                   |
| 2018  | Yuki Kawauchi (JPN)                       | 2:14:12                                   | Nguriatukei Kiyara (KEN)                  | 2:35:57                                   |
| 2019  | Mathew Kipsaat (KEN)                      | 2:11:17                                   | Naomi Maiyo (KEN)                         | 2:34:08                                   |
| 2020  | annulé à cause de la pandémie de Covid-19 | annulé à cause de la pandémie de Covid-19 | annulé à cause de la pandémie de Covid-19 | annulé à cause de la pandémie de Covid-19 |
| 2021  | Chiang Chieh-wen (TPE)                    | 2:26:29                                   | Tsai Yun-hsuan (TPE)                      | 2:58:57                                   |
| 2022  | Felix Kimutai (KEN)                       | 2:18:24                                   | Motu Megersa (ETH)                        | 2:49:17                                   |
| 2023  | Barnabas Kiptum (KEN)                     | 2:11:57                                   | Bekelech Gudeta (ETH)                     | 2:29:25                                   |
| 2024  | Cyrus Mutai (KEN)                         | 2:09:31                                   | Fozya Jemal (ETH)                         | 2:38:10                                   |